# Božidar Ivanišević
Božidar Ivanišević (crnogorski: Божидар Иванишевић; Cetinje, 31. prosinca 1920. – 22. veljače 2012.) bio je crnogorski pjevač narodnih pjesama. Suprug operne pjevačice Trifone Kulari-Ivanišević.
Vrhunac svoje karijere je ostvario u Hrvatskoj.

## Životopis
Rodio se je 1920. godine u obitelji Donjokrajca Đura Krstova Ivaniševića i Marice rođene Nikolić iz Dobrote. Kršten je kod kuće i upisan u knjigu u Cetinjskom manastiru. U rodnom Cetinju i u Senti je pohađao osnovnu školu. U Subotici i Cetinju pohađao je gimnaziju. U srednjoškolskoj dobi pokazao je vrsni športski dar. S 15 je godina počeo igrati nogomet za SAK (Senćanski atletski klub), a 1937. postao je srednjoškolski prvak Vojvodine na 100 m na natjecanju u Subotici, te postolje u skoku u vis. Na natjecanju za pehar Politike u Subotoci je bio treći u troskoku. Bavio se je i stolnim tenisom. Glazba je također bila Ivaniševićeva strast. Mati je bila sklona glazbi i od nje je naučio stare crnogorske pjesme. I po preseljenju u Vojvodinu je nastavio s tom strašću. 1930-ih godina dolazi u kontakt s graditeljem tambura i gitara Lajošom Bacanom od kojega je Božidar kupio tamburu, te je uskoro izučio sviranje na tamburi. Božidar je lijepo pjevao dalmatinske pjesme. Nastupao je skupa s Branislavom Branom Martinovićem koji je svirao gitaru.
1940. je godine pristupio SKOJ-u. Bio je omladinski rukovodilac. Sudionik je ustanka crnogorskoga naroda 13. srpnja 1941. protiv talijanske okupacije. Bio je u Cetinjskoj četi Lovćenskog odreda, a zadaća mu je bila u pozadinskom stožeru na Cetinju. Talijanske sz ga okupacijske uhitile. Osuđen na robiju u cetinjskom pritvoru. Budući da je teško obolio na pluća i postao trajni invalid, pustili su ga zbog teške bolesti. Život mu tad doživljava nevjerojatni preokret. Nakon što je izašao iz zatvora,  uspio se je u ratnim uvjetima prebaciti u NDH, gdje se zaposlio u Zagrebu u Državnoj riznici NDH. Za boravka u Zagrebu počeo je pisati pjesme za zborove.
Na koncu rata bio je pripadnik Jugoslavenske armije.

### Pjevačka karijera
Ivanišević je pjevanje usavršavao kod profesora Fritza (Miroslava) Lunzera i Drage Hržića. Od 1947. je na Radio Zagrebu, gdje je primljen kao solist (tenor) za zabavnu i narodnu glazbu. 
Pjevao je poglavito narodne pjesme, osobito stare crnogorske pjesme. Načinio prve snimke crnogorskih narodnih pjesama na radio valovima nakon Drugog svjetskog rata. Snima i gramofonske ploče.
1951. godine Ivanišević je izabran za tajnika Udruge dramskih umjetnika Hrvatske, na prijedlog zemljaka Emila Kutijara.
Kao solist bio član Državnog zbora narodnih plesova i pjesama Lado.
Ivanišević je bio pobjednik brojnih ondašnjih domaćih i inozemnih festivala. Pjevao je diljem Europe,u dva navrata u Royal Albert Hallu u Londonu. 
Iz Zagreba je Ivanišević 1970-ih preselio u Sarajevo 1957. godine zajedno sa suprugom Trifonom. Za 35-godišnjeeg boravka osnovao je Udruženje glazbenika Bosne i Hercegovine čijim je bio prvim predsjednikom. Mandat mu je trajao osam godina. Iz tog vremena datira organiziranje festivala narodne glazbe Ilidža. Za boravka u Sarajevu radio je voditelj predstavništva podgoričkog poduzeća Industriaimporta. Godine 1992., sklanjajući se od strahota rata, vratio se je u Crnu Goru. Tu se trajno nastanio u svojoj kući u Prčanju.

### Pjesme
Neke od najpoznatijih pjesama o Crnogorcima i Crnoj Gori u izvedbi Božidara Ivaniševića su:
- Cvijet momče planinama bralo
- Dobro došli kićeni svatovi
- Kraj Cetinja selo malo, Donji Kraj se vazda zvalo
- Ja prošetah zelenijem lugom
- Jutros mi se rujna zora
- Kad prošetam Crnom Gorom
- Mlada Pivljanka
- Neka cvjeta rosno cvijeće
- Oj vesela veselice
- Ovo dvoje bor i jela
- Pod Lovćenom zeleni se trava
- Poljem se vije
- S Lovćena
- Vila bana sa planine zvala

Sa suprugom Trifonom snimio je četiri i danas izuzetno popularne bokeljske pjesme.

### Ocjena
Pero Gotovac, kao urednik Jugotona, napisao je na jednoj od najznačajnijih ploča Božidara Ivaniševićam, naslovljenom “Kad prošetam Crnom Gorom”, sljedeće: 
“Najznačajnija njegova (Ivaniševićeva) djelatnost je u svakom slučaju, rad na kompozitorskom odnosno stvaralačkom polju. Prikupljajući niz godina motive iz Crne Gore, ušavši duboko u sve karakteristike poezije i melosa svoga kraja, uspio je na toj osnovi stvoriti čitav niz pjesama, koje je narod vrlo brzo prigrlio i zavolio, tako da ih danas smatra svojim vlastitim. Neobično poetski tekstovi, muzički oblikovani na svoj specifičan, a opet adekvatan način, po svome sadržaju i formalnoj strukturi, čisti su odraz narodnog shvatanja i poniranja u svu etiku takvih, inače originalnih glazbeno-folklornih umjetničkih oblika. Nema sumnje da je Ivanišević, putem svog specifičnog oblikovanja i fine stilizacije uspio, pomalo opor crnogorski melos, probližiti širem krugu slušatelja i učiniti crnogorsku pjesmu popularnom”.

## Nagrade i priznanja
- Dobio je počast pjevati pred državnicima socijalističkog bloka i pokreta Nesvrstanih.[1]
- 2003.: Republička nagrada Crne Gore za životno djelo.[1]